# Džódhpur
Džódhpur je druhým největším městem v indickém státu Rádžasthán, žije v něm více než 1 000 000 obyvatel. Dříve to bylo hlavní město království Márvár. Džódhpur je populární turistickou destinací, pro turisty nabízí k vidění mnoho paláců, pevností a chrámů, navíc je situovaný v překrásné, i když drsné krajině na východním okraji Thárské pouště.
Město bývá označováno jako „sluneční město“ pro své slunné počasí, které až na výjimky v oblasti vládne po celý rok. Občas bývá též nazýváno „modré město“, a to pro modrou barvu většiny domů ve staré části města. Džódhpur leží blízko geografického středu Rádžasthánu, což jej činí výhodnou základnou pro výlety v této oblasti. Díky své strategické poloze také hostí silnou leteckou základu indické armády a další vojenské jednotky.

## Historie
Tato oblast byla zhruba od 6. do 12. století součástí Gurdžar – Pratiharské říše.

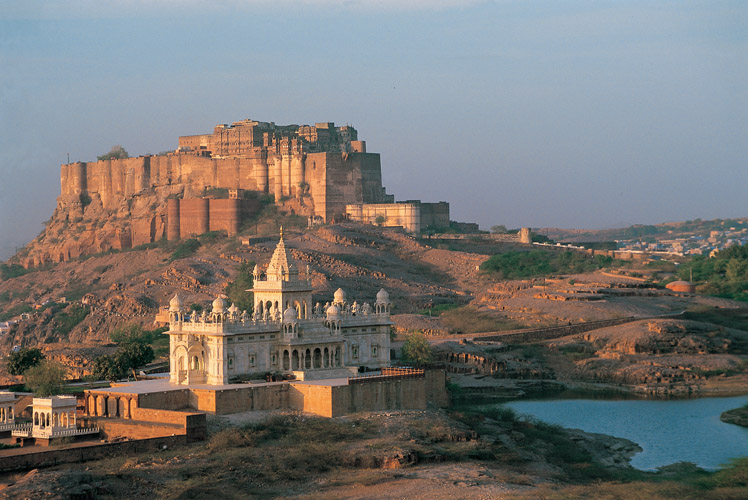
Pevnost Mehrangarh

Samotný Džódhpur byl založen roku 1459 Rao (králem) Džódhou, vůdcem rádžputského klanu Rathór. Rao Džódha dobyl okolní oblasti a založil tak stát, který dostal jméno Márvár. Původním hlavním městem jeho panství byl sousední Mandor, ale ještě za života Rao Džódhy převzal tuto roli Džódhpur. Město mělo již tehdy strategicky významnou polohu na cestě spojující Dillí a Gudžarát. Z této výhodné polohy město těžilo, zejména díky kvetoucímu obchodu s opiem, mědí a hedvábím, ale i se sandály, datlemi a kávou.
Později se země stala vazalským státem mughalského panství, udržela si však jistou míru autonomie. Několik džódhpurských králů se v mughalské armádě proslavilo jako generálové, například mahárádža Džasvant Singh. Obyvatelé Džódhpuru ze styku s Mughaly těžili, zejména díky Mughalům se k nim dostávaly novinky z okolního světa, nové umělecké nebo architektonické styly, a nové příležitosti se chopili i místní obchodníci, kteří začali expedovat své zboží do celé severní Indie.
Roku 1679 došlo k velkému sváru a bojům o vládu nad městem i státem a zemi začal přímo spravovat nový mughalský císař Aurangzeb. Po jeho smrti v roce 1707 se na trůn vrátil právoplatný panovník, ale džódhpurský dvůr byl natolik oslaben intrikami, že namísto využití okolností pro co největší prospěch státu oficiálně pozval do země vojska sousedních Maráthů. Vůdce jejich vojska do Džódhpuru vstoupil roku 1755, ale brzy po příjezdu se stal obětí atentátu. Tím paradoxně získal Džódhpur na krátkou dobu nezávislost, ale brzy moc nad celou oblastí opět převzali Mughalové. Po jejich oslabení pak tento stát dobrovolně uzavřel spojeneckou alianci s Brity a stal se součástí Britské Indie.
Toto období přineslo Džódhpuru dlouho očekávanou stabilitu, území tehdejšího státu Džódhpur se nebývale rozrostlo (23 543 km2 a populace 4 473 759 v roce 1901) a Džódhpur se stal největším a nejbohatším centrem v oblasti.

## Podnebí
Klima v Džódhpuru je obecně velmi teplé a suché, ale i zde od konce června do září nastává období dešťů s průměrným množstvím srážek 360 mm. Teploty dosahují extrémních hodnot zejména v období od dubna do června, dokud nejsou zmírněny monzunovými dešti. Takové deště ale výrazně zvýší jindy nízkou vlhkost vzduchu a pobyt v oblasti po zbytek léta moc nezpříjemňují.

## Zajímavá místa

### Palác Umaid Bhawan
Palác Umaid Bhawan je jedním z nejimpozantnějších paláců, ale také jedním z nejnovějších. Tento královský monument ve stylu art deco vznikal zvláštním způsobem – na jeho stavbě byli zaměstnáni lidé během dlouhého období sucha. K jeho výstavbě bylo použito více než 90 000 m2 mramoru a pro dosažení zvláštních efektů byl také použit speciální druh pískovce nazývaný Chittar. Tento stavební projekt zaměstnával během patnácti let na 5000 lidí (v letech 1929-1943).
Palác je pojmenován po svém staviteli, mahárádžovi Umaid Singhovi (1876-1947), který byl také shodou okolností prezidentem Britské královské společnosti architektů. Objekt má celkem 347 místností, je největší soukromou rezidencí na světě a v současnosti část slouží jako luxusní hotel a malé muzeum.

### Pevnost Mehrangarh
Pevnost Mehrangarh leží na předměstí Džódhpuru na asi 125 metrů vysokém kopci. Je to jedna z největších pevností v Indii a opravdová dominanta města. Její stavbu započal už roku 1459 Rao Džódha, zakladatel Džódhpuru, nicméně nejdochovanější části jsou vesměs z období vlády Džasvanta Singha (1638-1678). Pevnostní hradby dosahují výšky až 36 metrů a šířky až 21 metrů. Jsou na nich k vidění pěkně zachovaná dobová děla, ale dnes nabízejí především nádherný výhled na město.

### Džasvant Thada

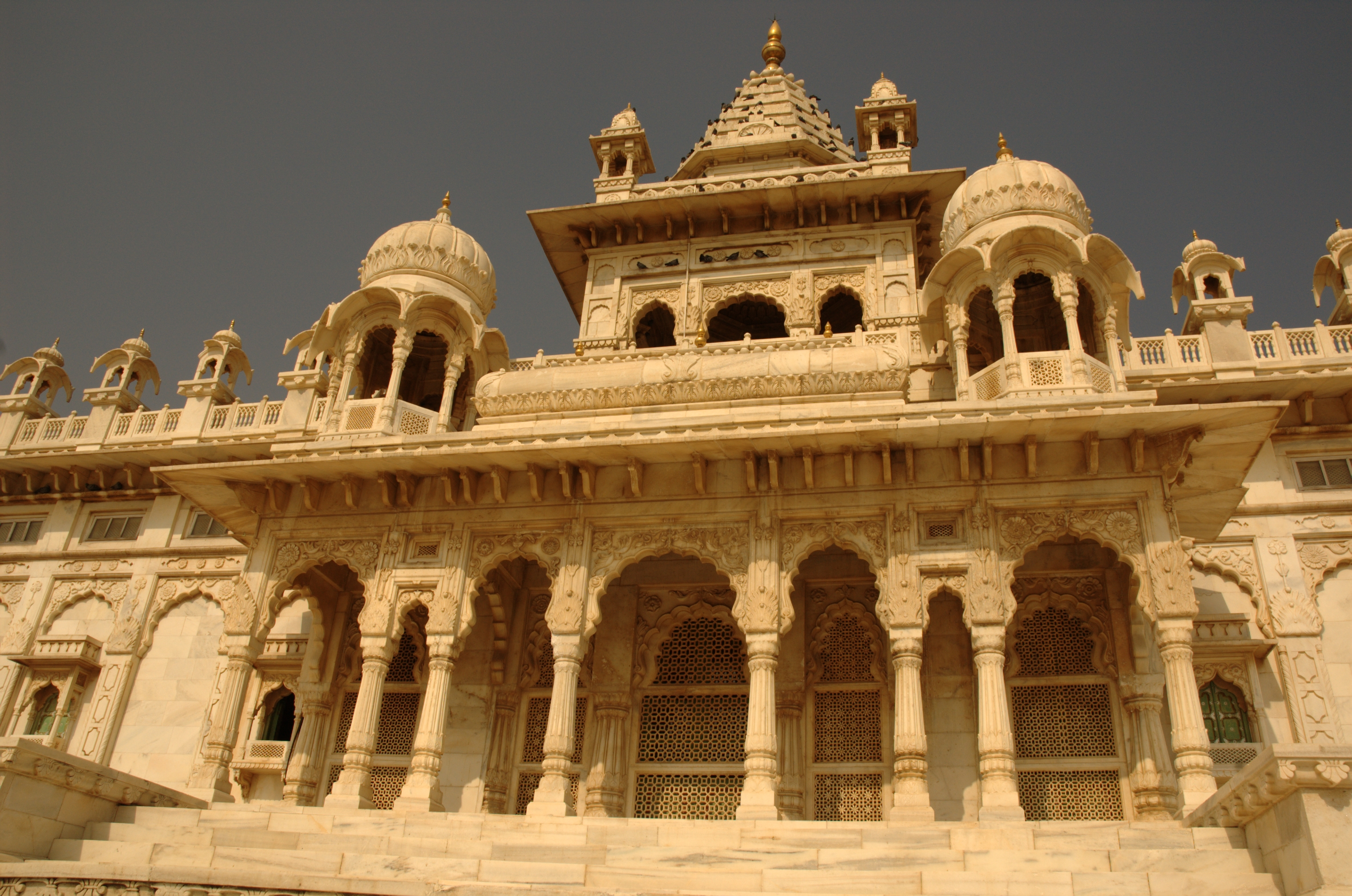
Džasvant Thada

Džasvant Thada je památník z bílého mramoru postavený roku 1899 Sardarem Singhem jako vzpomínka na mahárádžu Džasvant Singha II. Památník je složitě zdoben různými ornamenty vytesanými do mramoru. Tyto mramorové desky jsou velmi tenké, takže sálají teplo, když se do nich opírá slunce. K památníku patří také dvě další hrobky a Džasvant Thada je také tradičním místem kremace džódhpurské aristokracie. V přízemí stavby se nachází balkón, zahrada a také malé jezero.